# Московское художественное общество
Моско́вское худо́жественное о́бщество (сокр. МХО) — организация меценатов, собирателей предметов искусства, искусствоведов. Основным заданием было предоставить шанс получить художественное образование молодёжи из провинции, поддерживать культурное развитие общества.

## История
В 1830 году Е. Маковский, А. Ястребилов и Ф. Кинель, а также присоединившиеся к ним И. Витали и братья А. Добровольский и В. Добровольский организовали в Москве творческий кружок, ставший вскоре называться «натурным классом». С 1832 года «натурный класс» организовывал заседания для коллективного рисования дома у Ястребилова, получившего образование в Императорской Академии художеств. Члены кружка планировали открыть «Художественный класс», который «мог бы впоследствии служить основанием Московской академии художеств». Их поддержал генерал-губернатор Москвы князь Д. В. Голицын, кроме того, они смогли найти спонсоров. В 1833 году директорат «Художественного класса», расположившегося в доме № 14 на Большой Никитской улице составили граф М. Ф. Орлов, адъютант Ф. Я. Скарятин и историк А. Д. Чертков; помощником директоров стал А. С. Добровольский. 
В момент своего открытия в июле 1833 года Московский художественный класс ещё не имел образовательной программы, которая была ограничена специальными занятиями: рисованием, живописью и культурой.
В 1843 году в результате реорганизации было создано Московское художественное общество, а при нём на базе «Художественного класса» — Училище живописи и ваяния. 
В состав совета Московского художественного общества в своё время входили известные политики, меценаты, деятели культуры и искусства; значительное содействие работе общества оказывали С. Т. Морозов, И. С. Остроухов, И. Е. Цветков, князь Ф. Ф. Юсупов. Московское художественное общество сосредоточилось над задачей поддержания Московского училища живописи, ваяния и зодчества. Члены общества организовали сбор денег для училища и получили государственную субсидию: (до 1865 года — 6 тыс. рублей, позднее 12 тыс. рублей в год). Также благодаря обществу в училище с конца 1830-х стали регулярно проводиться выставки; ему были переданы именные капиталы С. М. Третьякова, князя В. А. Долгорукова, В. Г. Перова, Д. Д. Шереметского, Е. А. Попова и т. д. Объединение было расформировано в 1918 году.